# Нижняя Олба
Нижняя Олба (бел. Ніжняя Алба) — деревня в Стрешинском сельсовете Жлобинского района Гомельской области Беларуси.
Расположена возле республиканского ландшафтного заказника «Смычок».

## Административное устройство
С 14 декабря 2022 года входит в состав Стрешинского сельсовета. Ранее входила в состав Верхнеолбянского сельсовета.

## География

### Расположение
В 39 км на юго-восток от районного центра и железнодорожной станции Жлобин (на линии Бобруйск — Гомель), 110 км от Гомеля.
Недалеко от деревни есть месторождение глины.

### Гидрография
На реке Днепр.

## Транспортная сеть
Транспортные связи по автомобильной дороге через г. п. Стрешин, а затем по автодороге Бобруйск — Гомель. Планировка состоит из прямолинейной улицы, ориентированной с юго-востока на северо-запад (вдоль реки), к которой с запада присоединяются четыре переулка. Застройка двусторонняя, преимущественно деревянная, усадебного типа.

## История
Заселение людьми данной местности состоялось в первобытнообщинный период, в каменном веке. При археологических исследованиях недалеко от деревни, на землях ландшафтного заказника «Смычок» обнаружено поселение, относящееся к днепро-донецкой культуре нового каменного века — неолита (V — III тысячелетия до н. э.). В ходе раскопок найдены предметы из кремня, фрагменты лепной глиняной посуды, в т. ч. с орнаментом.
Обнаружены поселения бронзового и раннего железного веков (0,15 км на северо-запад от деревни, около кладбища). О давней истории этих мест свидетельствует и найденный в деревне в 1902 году клад.
По письменным источникам деревня известна с XVIII века, когда переселенцы из деревни Олба (сейчас Верхняя Олба) основали здесь поселение. Согласно ревизии 1858 года — владение князя Л. М. Голицына. Действовала паромная переправа через Днепр грузоподъёмностью до 500 пудов. С 1880 года работал хлебозапасный магазин. Согласно переписи 1897 года находились 3 ветряные мельницы, школа, мельница, питейный дом. Большой ущерб нанёс пожар 13 августа 1897 года. В 1909 году 1671 десятин земли, в Стрешинской волости Рогачёвского уезда Могилёвской губернии.
В 1923 году построена и открыта 4-летняя школа. В 1930 году организован колхоз «Красная нива», работала ветряная мельница. Во время Великой Отечественной войны 115 жителей погибли на фронте. Согласно переписи 1959 года в составе колхоза «Правда» (центр — деревня Верхняя Олба).

## Население

### Численность
- 2004 год — 83 хозяйства, 168 жителей.

### Динамика
- 1858 год — 37 дворов, 250 жителей.
- 1897 год — 72 двора, 556 жителей (согласно переписи).
- 1909 год — 94 двора, 694 жителя.
- 1925 год — 143 двора.
- 1959 год — 708 жителей (согласно переписи).
- 2004 год — 83 хозяйства, 168 жителей.

## Достопримечательность
На землях заказника Смычок, у деревни Нижняя Олба расположен археологический памятник — поселение первобытнообщинного периода. Относится к Днепро-донецкой культуре нового каменного века — неолита (V — III тысячелетия до н. э.). В ходе раскопок найдены предметы из кремня, фрагменты лепной глиняной посуды, в том числе с орнаментом.